# Ministri dell'agricoltura e commercio del Regno di Sardegna
Il presente elenco raccoglie tutti i nomi dei titolari del Ministero dell'agricoltura e commercio del Regno di Sardegna, dal Governo Alfieri nel 1848 al Governo Cavour III nel marzo 1861. Dal 1852, durante il mandato del Governo d'Azeglio II il ministero venne soppresso, per poi essere reintegrato nell'ultimo governo del Regno di Sardegna, il Cavour III, assumendo il nome di Ministero dell'agricoltura, dell'industria e del commercio.

## Lista
| Ministro                       | Foto                        | Mandato                                  | Governo                                | Legislatura     |
| ------------------------------ | --------------------------- | ---------------------------------------- | -------------------------------------- | --------------- |
| Cesare Alfieri di Sostegno     |                             | 15 agosto - 11 ottobre 1848              | Governo Alfieri                        | I Legislatura   |
| Pietro De Rossi di Santarosa   |                             | 11 ottobre - 27 ottobre 1848 ad interim  | Governo Perrone                        | I Legislatura   |
| Luigi Torelli                  |                             | 27 ottobre - 3 dicembre 1848             | Governo Perrone                        | I Legislatura   |
| Domenico Buffa                 |                             | 16 dicembre 1848 - 21 febbraio 1849      | Governo Gioberti                       | I Legislatura   |
| Domenico Buffa                 | 24 febbraio - 23 marzo 1849 | Governo Chiodo                           | II Legislatura                         |                 |
| Giovanni Filippo Galvagno      |                             | 27 marzo - 6 maggio 1849                 | Governo de Launay                      | III Legislatura |
| Giovanni Filippo Galvagno      | 7 maggio - 20 ottobre 1849  | Governo d'Azeglio I                      | IV Legislatura                         |                 |
| Antonio Mathieu                |                             | Governo d'Azeglio I                      | 20 ottobre - 23 ottobre 1849           | IV Legislatura  |
| Pietro De Rossi di Santarosa   |                             | Governo d'Azeglio I                      | 24 ottobre 1849 - 25 agosto 1850       | IV Legislatura  |
| Giovanni Filippo Galvagno      |                             | Governo d'Azeglio I                      | 25 agosto - 11 ottobre 1850 ad interim | IV Legislatura  |
| Camillo Benso, conte di Cavour |                             | Governo d'Azeglio I                      | 11 ottobre 1850 - 21 maggio 1852       | IV Legislatura  |
| Cesare Alfieri di Sostegno     |                             | 5 luglio 1860 - 23 marzo 1861 ad interim | Governo Cavour III                     | VII Legislatura |